# Колен
Колен (фр. Automobiles Colin) је била француска компанија за производњу аутомобила.

## Историја компаније
Компанија је основана 1932. године у Жанвилијеу за производњу аутомобила, под именом бренда "Колен" (фр. Colin), која је прекнула произвоњу 1934. године.

## Аутомобили
Предузеће је, пре свега, производило мале тркачке аутомобиле са моторима запремине 350 cm³ и 500 cm³. Први улични модел је опремљен с двоцилиндричним мотором запремине 500 cm³ и мењачем са четири брзине, отворене и затворене каросерије. У септембру 1934. године, представљен је већи модел са четвороцилиндричним мотором произвођача Руби запремине 1097 cm³, али овај модел није ушао у серијску производњу.